# Mokvîn, Berezne
Mokvîn (în ucraineană Моквин) este localitatea de reședință a comunei Mokvîn din raionul Berezne, regiunea Rivne, Ucraina.

## Demografie
Componența lingvistică a localității Mokvîn
     Ucraineană (99,67%)
     Alte limbi (0,33%)
Conform recensământului din 2001, majoritatea populației localității Mokvîn era vorbitoare de ucraineană (99,67%), existând în minoritate și vorbitori de alte limbi.